# Dasycampa
Conistra là một subchi bướm đêm thuộc họ Noctuidae.

## Hình ảnh

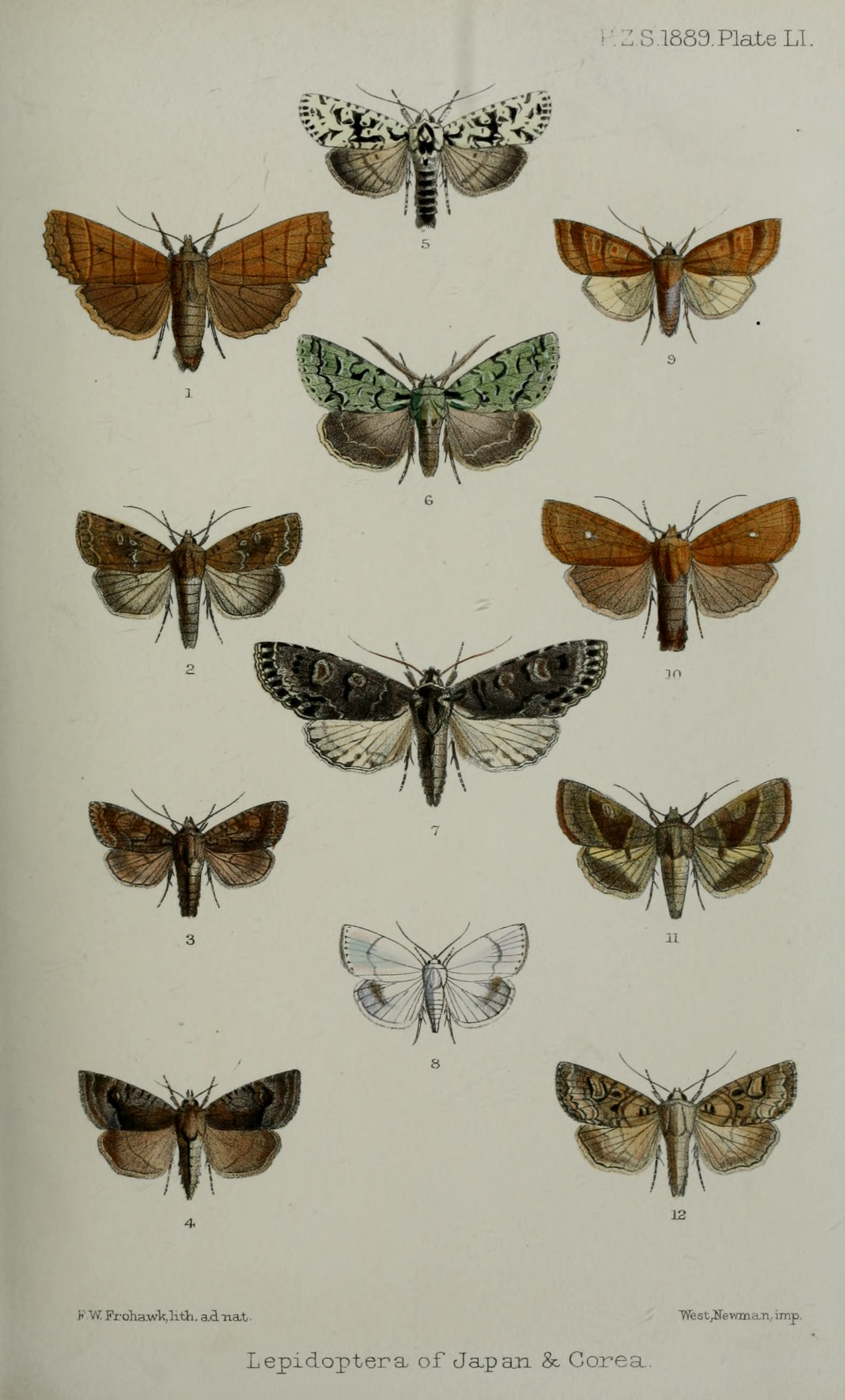